# Іран на зимових Олімпійських іграх 1998
Іран на зимових Олімпійських іграх 1998 року, які проходили в японському місті Нагано, був представлений 1 спортсменом в одному виді спорту: гірськолижний спорт. Прапороносцем на церемонії відкриття Олімпійських ігор був єдиний іранський олімпієць гірськолижник Гассан Шемшакі.
Іран вшосте взяв участь у зимових Олімпійських іграх. Іранські спортсмени не здобули жодної медалі.

## Учасники
За видом спорту і статтю
| Вид спорту          | Чоловіки | Жінки | Разом |
| ------------------- | -------- | ----- | ----- |
| Гірськолижний спорт | 1        | 0     | 1     |
| Разом               | 1        | 0     | 1     |

## Гірськолижний спорт
| Спортсмен      | Дисципліна       | Спуск 1 | Спуск 2 | Разом   | Місце |
| -------------- | ---------------- | ------- | ------- | ------- | ----- |
| Гассан Шемшакі | слалом, чоловіки | 1:13.59 | 1:13.40 | 2:26.99 | 30    |